# Кутасов, Иван Григорьевич
Ива́н Григо́рьевич Кута́сов (17 мая 1910 — 1941) — русский советский поэт и драматург.

## Биография
Иван Кутасов родился 17 мая 1910 года в Смоленской губернии в бедной крестьянской семье. Учился в Карелии. Окончил лесной техникум, работал в леспромхозе. Отправил своё первое стихотворение в газету «Красная Карелия», и оно было опубликовано. В 1929 году он стал активным корреспондентом, а в 1932 году — сотрудником этой газеты.
С 1937 года — ответственный секретарь альманаха (затем журнала) «Карелия».
Свои стихи, пьесы и рассказы Кутасов публиковал в основном в периодической печати. В своих произведениях он воспевал родную карельскую землю. В 1939 году была издана его первая поэма «Две жизни», в которой рассказывается о пребывании М. И. Калинина в ссылке в Карелии. Поэма получила положительные отзывы в печати. Написал свыше 10 песен: «Песня бригадира», «Песня кантелистов», «Песня карельских девушек» и другие. Для некоторых из них написали музыку В. Гудков, Н. Леви, Г. Чехов и другие композиторы. В соавторстве с В. Г. Чеховым он написал пьесу «Карельская сказка», которая была с успехом поставлена в 1940 году на сцене петрозаводского Дворца пионеров. С 1939 года Кутасов являлся членом Союза писателей СССР.
С первых дней участвовал в Великой Отечественной войне. Погиб в июне 1941 года в бою под Колатсельгой.
Из воспоминаний:  Июнь 1941 года. В боях под Колатсельгой малочисленные подразделения Красной Армии приняли бой. На помощь нашим регулярным частям выступили бойцы народного ополчения. В составе одного из трёх истребительских батальонов, сформированных в Петрозаводске,- член союза писателей Карелии поэт Иван Кутасов. Вечером 25 июня 1941 года командир сводного отряда решил отбить у противника высотку между двумя лесными озёрами. На гребне её, в открытых в полный рост окопах, гнездились вражеские автоматчики. Из их тыла летели мины. В разгар боя, под визг пуль, вой мин старший лейтенант крикнул : «Не уберег!» На мху в предсмертной агони лежал Иван Кутасов. Отрядный санинструктор, увидев тяжкие раны, рукой махнул и, стянув пилотку, перекрестился. Связной начштаба вынул из нагрудного кармана Кутасова документы . Оказалось, у него было удостоверение о брони. Он имел право заниматься нужной работой в тылу. И всё-таки вышел на линию огня. Уходя в бой, он нес в полевой сумке наброски первых военных стихов. Он хотел написать и об этом сражении. Но не успел. 

## Сочинения
- Две жизни : (Поэма). — Петрозаводск : Каргосиздат, 1939. — 34 с.
- Прошлое и настоящее Петрозаводска / И. Кутасов, Ф. Трофимов. — Петрозаводск : Каргосиздат, 1939. — 88 с.
- Запевы : Стихи / И. Кутасов. — [Б. м.] : Гос. изд. Карело-Финск. ССР, 1943. — 50 с.